# Митинский сельсовет (Шатурский район)
Митинский сельсовет — упразднённая административно-территориальная единица, существовавшая на территории Шатурского района Московской области до 1933 года. Административным центром была деревня Митинская.

## История
В 1923 году Митинский сельсовет находился в составе Лузгаринской волости Егорьевского уезда Московской губернии.
В 1925 году в Митинский сельсовет включена территория упразднённых Починковского и Стенинского сельсоветов, а в 1926 году также территория Левинского сельсовета. Таким образом, к началу 1927 года в составе сельсовета находились деревни Митинская, Починки, Стенинская, Левинская и село Дуброво.
В 1927 году из Митинского сельсовета выделен Левинский сельсовет. В ходе реформы административно-территориального деления СССР в 1929 году Митинский сельсовет вошёл в состав Шатурского района Орехово-Зуевского округа Московской области. В 1930 году округа были упразднены.
10 июля 1933 года Митинский сельсовет был упразднён, а его территория передана в Левинский сельсовет.